# Д’Энди, Венсан
Венса́н д’Энди́ (фр. Vincent d'Indy, полное имя фр. Paul-Marie-Théodore-Vincent d'Indy; 27 марта 1851, Париж — 2 декабря 1931, там же) — французский композитор, органист, дирижёр, педагог, музыкальный критик и публицист, общественный деятель; ученик Сезара Франка. Венсан д’Энди прожил большую и активную жизнь, включающую в себя как минимум три эпохи жизни Франции. Он родился в Париже ещё во времена Второй Республики, жил и воевал при Второй Империи (Наполеона III) и умер там же в возрасте 80 лет, уже на закате Третьей Республики.

## Биография
Граф Венсан д’Энди родился в Париже, но большую часть детства провёл в соседней с Савойей горной части южной Франции — Севеннах. Там, в фамильном имении d’Indy он был полностью предоставлен попечению своей бабушки, матери отца. Женщина с сильным и властным характером (типичная «помещица»), она была горячей любительницей музыки и одновременно — первым педагогом своего внука. В юношеском возрасте Венсан д’Энди вернулся в Париж. Обладая эффектным внешним видом и крепким телосложением, во время франко-прусской войны 1870—1871 годов д’Энди служил в Национальной гвардии. По окончании войны, вернувшись в столицу, он получил музыкальное образование в Парижской консерватории (1873—1875 гг.) в классе фортепиано Мармонтеля и гармонии Лавиньяка (известного автора учебника традиционалистской гармонии).
В 1872 году начались занятия д’Энди по композиции под руководством Цезаря Франка. Эта встреча определила его творческую и личную судьбу на всю оставшуюся жизнь. Но не только его. В лице Венсана д’Энди и сам стареющий мэтр нашёл не только верного ученика и последователя своих идей, но и личного друга, а также пропагандиста эстетических взглядов. Венсан д’Энди стал самым активным членом и главой группы музыкантов, окружавшей Франка в последние годы его жизни. Кроме него, в эту группу входили Эрнест Шоссон, Анри Дюпарк, Ги Ропарц, Габриэль Пьерне и многие другие. Этот кружок, противостоявший Академии и Консерватории, поначалу внёс в музыкальную жизнь Парижа свежую струю, к началу 1900-х годов сам превратился в «музыкальную власть», а спустя ещё десять лет занял почётное место консерваторов и ретроградов, которых молодые музыканты Франции для краткости именовали «франкистами».
С 23 лет Венсан д’Энди — активно концертирующий музыкант-исполнитель, он с готовностью занимает самые разные должности и осваивает многие специальности. Ещё не окончив курс консерватории, с 1874 года он замещает должность хормейстера, играет на литаврах в оркестре и служит церковным органистом. Первый официальный успех настигает д’Энди в середине 1880-х годов. За свою «Песнь о колоколе» на слова Фридриха Шиллера (для хора и большого симфонического оркестра) в 1886 году он получил Большую премию города Парижа. Его учитель и весь кружок восприняли эту премию с восторгом, как первое свидетельство победы школы Цезаря Франка. С 1887 года Венсан д’Энди становится главным хормейстером «Общества новых концертов» (с 1897 года носящих название «Концертов Лямурё»). После 1890 года Венсан д’Энди также начинает концертировать как симфонический дирижёр, исполняя в основном свои собственные произведения; он гастролирует по Франции и во многих странах Европы, в том числе и России (Петербург — 1903 и 1907 годы).
Разумеется, всё это изобилие музыкально-исполнительской деятельности имело свою твёрдую организационную основу. С самых молодых лет Венсан д’Энди энергично участвует во многих коллективных проектах в качестве основного двигателя, а впоследствии и возглавляет многие из них. Ещё в 1871 году (в возрасте 20 лет) Венсан д’Энди становится одним из действующих организаторов Национального музыкального общества и его многолетним секретарём. Инициаторами учреждения этого общества пропаганды новой музыки стали Сен-Санс, Шоссон, Форе и Франк (именно эти имена в те времена олицетворяли собой «новую музыку»). Но львиную долю ежедневной кропотливой организационной работы взял на себя именно д’Энди. А спустя ещё двадцать лет, в 1890 году — он возглавил эту организацию и стал её президентом.

## Schola cantorum

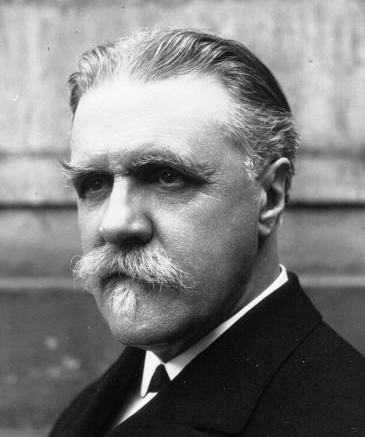
Венсан д’Энди, 1914 год
(директор и глава парижской консерватории Schola Cantorum)

Однако зна́ковым и, пожалуй, главным событием в жизни Венсана д’Энди как общественного деятеля безусловно можно считать 1894 год, когда д’Энди, Шарль Борд и Александр Гильма́н основали в Париже новую консерваторию под названием Schola cantorum (буквально — «Школа певчих», или «Певческая школа», в переводе Ю. Ханона — «Школа канторов»:267). Несмотря на название, Schola cantorum не была школой церковных певчих, притом что учебные курсы были посвящены старинной церковной музыке католиков (в том числе, традиционной григорианской монодии). На долгие годы парижская Schola cantorum стала оплотом строгого стиля в узком смысле слова и музыкального консерватизма вообще.
Латинское историческое название «Schola cantorum» было дано школе в честь одноимённой школы певчих, основанной в Риме, самое раннее, в VII веке; первые документальные свидетельства указанного термина зафиксированы в церковных документах VIII века. Римская школа певчих была закрыта в 1370 году и на долгие времена стала своеобразной музыкальной и музыкантской легендой. В знак особой преемственности парижская «Схола канторум» долгие годы находилась в тесном сотрудничестве и под патронатом Католического Института. Основным содержанием курса школы стало изучение старинной церковной музыки, григорианского пения, техники старой полифонии (на примере творчества Палестрины, Шютца, Баха, Генделя, некоторых «особо допущенных» французских мастеров, например, Люлли, Рамо и Куперена, а также, разумеется, самого Цезаря Франка). Примерно два года ушло на подготовку, ремонт здания, улаживание многочисленных формальностей и нейтрализацию некоторого обозначившегося противодействия «музыкальных властей». Активная преподавательская работа «Схола канторум» началась с 1896 года:6.
Ещё при жизни Сезара Франка д’Энди постепенно приобщился ко вкусу музыкальной педагогики — на ярком примере своего учителя. Но природа его учительства была не вполне образовательной. Прежде всего он видел в этой деятельности один из путей распространения религиозно-эстетических идей: своих и своего учителя. В своей известной книге «Музыканты прошлых дней, музыканты наших дней» Ромен Роллан с искренним восхищением говорит о неутомимой просветительской деятельности д’Энди, который даёт уроки только «из удовольствия обучать, служить своему искусству и помогать художникам. Он управляет школами, берётся за самую неблагодарную, но особенно необходимую работу по преподаванию, чуть ли не ищет её. Или же он благоговейно предаётся изучению прошлого, возрождению какого-нибудь старого мастера».
Именно в организации новой школы, подчинённой некоей идее, Венсан д’Энди нашёл идеальный системный выход для своих проповеднических наклонностей. Специально для нового курса обучения он создал и читал специальный «строгий» курс оркестрового дирижирования, а также вёл класс композиции. С 1900 года он на многие годы также стал и директором «Схола канторум»:25. Много сделав для подъёма музыкального образования и распространения национальной французской культуры, д’Энди вместе с тем на протяжении всей своей жизни оставался ярким вагнерианцем, выступавшим нередко с утверждениями о полной зависимости современной ему французской музыки от вагнеровского наследия.
И сам «Князь импрессионистов» Клод Дебюсси:94, и прочие правоверные импрессионисты, и Равель, и так называемые «молодые» равелиты дружно недолюбливали Венсана д’Энди за его вагнерианство, ретроградность и неизменную несклонность к участию в борьбе группировок. Дебюсси (господин Крош) даже посвятил отдельную критическую статью разбору деятельности «Schola cantorum»:96. Но из года в год директор «школы канторов»:183 неизменно продолжал гнуть свою твёрдую линию и стоял особняком, ни к кому не присоединяясь, за что и заслужил торжественное прозвище «парижского мандарина».
Однако, несмотря на свой нескрываемый крайний консерватизм и церковную ретроградность курса обучения, «Схола канторум»:204, как это ни странно, оказала добрую службу прежде всего для авангарда французской музыки начала XX века. И решающим фактором здесь оказалось прежде всего то, что новая школа, находившаяся «в мрачном здании» на улице Сен-Жак:267, положила конец мертвящему монополизму государства на музыкальное образование во Франции. До того момента только парижская консерватория, находившаяся под «блистательным патронатом» Академии изящных искусств, имела «легальное право» выпускать лицензированных профессионалов в области музыки:6-7. Но теперь всякий недовольный монополией государства на всё прекрасное получил возможность заслужить полноценный диплом «сочинителя музыки» в частном заведении, пускай даже и вполне «схоластическом». Достаточно только самого беглого взгляда на список выпускников «Схола канторум»:6-7, чтобы понять, какую неожиданную и даже изумляющую роль взяла на себя «григорианская церковная школа»:456. Среди учеников д’Энди обращают на себя внимание прежде всего такие имена, как Альбер Руссель (композитор, совершенно чуждый всякой схоластике):18-19, Альберик Маньяр (яркий вагнерист, погибший в 1914 году, в первые дни войны), Жорж Орик (четвёртый из «Шестёрки»), Ролан-Манюэль, Эдгар Варез (авангардист даже среди авангардистов) и Богуслав Мартину:24, а также Гюстав Самазёй, Стан Голестан и Деода Северак, композиторы, отнюдь не чуждые экспериментам.
Но «первой и главной» фамилией в этом списке оригинальных «схоластов», конечно, следовало бы поставить Эрика Сати, дерзкого экспериментатора, вечного «протестанта» и основоположника не одного, а сразу нескольких новейших течений в музыке XX века:60. Получив диплом «контрапунктиста строгого письма» в 1908 году, (в возрасте «за сорок»), он ещё два года занимался курсом оркестровки лично у Венсана д’Энди и сохранил о нём самые добрые воспоминания. В одной из своих статей, посвящённых новой французской музыке, Сати писал: «Я всегда был дурным учеником — проще говоря, лодырем. Но должен сказать, что с Д’Энди я очень много работал, и до сих пор сохраняю лучшие воспоминания о тех семи годах, которые провёл рядом с этим человеком, очень добрым и простым…, простым денди, я хотел сказать»:391. (Следует отметить особо, что для Сати подобные позитивные воспоминания о людях — вообще редкость!) Но всё церковное и старорежимное образование «схоластической школы» нисколько не помешало Эрику Сати, немедленно вслед за получением диплома, продолжить свои скандальные и эксцентричные эксперименты. И диплом контрапункта строгого письма не послужил тому ни малейшим препятствием. Получив крепкий профессиональный багаж, всякий выпускник частного музыкального заведения мог вполне свободно продолжать в своём духе, особенно если этот дух у него — был. Судя по всему, именно личные свойства характера Венсана д’Энди позволили его очень строгому детищу «Школе канторов»:190 приобрести столь нестрогое (и даже отчётливо либерально-авангардное) лицо:456. Спустя почти десять лет в одной из своих статей Эрик Сати писал о своём бывшем директоре так:

 «…среди последователей Дебюсси находятся многочисленные музыканты-менторы и надзиратели <…> (Д’Энди, однако, не из их числа, он — по природе своей поэт, хотя и преподаёт…, как типичный надзиратель)»…:456 — ( Эрик Сати. «Большая разница» , «Le Coq», Paris, septembre 1920)
Довольно точное замечание в адрес своего собственного учителя. И в самом деле, кто как не настоящий поэт мог бы соединять (и столь причудливо рифмовать) в себе в течение всей жизни приверженность к самой ветхой церковной полифонии и ортодоксальную любовь к творчеству Вагнера?

## Творчество

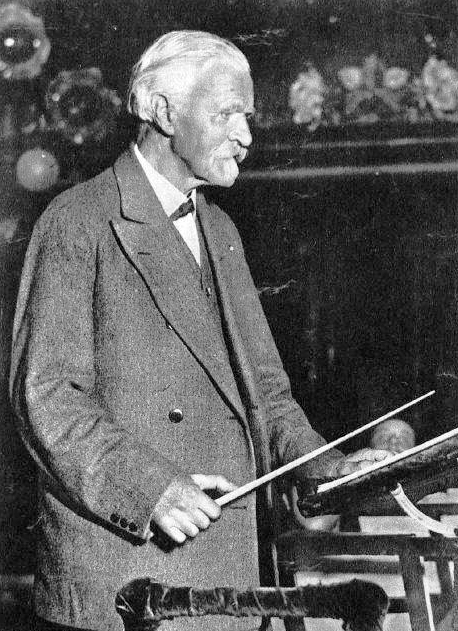
Дирижёр Венсан д’Энди
(незадолго до смерти)

И те же самые двое великих: Рихард Вагнер и Цезарь Франк определили композиторский стиль и пожизненные эстетические привязанности Венсана д’Энди. Творчество Вагнера ему было известно практически с детства, но вплотную и подробно он познакомился с музыкальными драмами и теоретическими работами Вагнера в 1876 году, во время своего первого посещения Байрейта. С этого момента Венсан д’Энди становится регулярным «паломником» в Байрейт и верным адептом учения «саксонского карлика». Странно сказать, но он, француз до мозга костей, пронёс эту истинно немецкую верность до самой своей смерти (даже не поколебавшись двумя большими войнами с Германией!), и даже в своей программной книге («Рихард Вагнер и его влияние на музыкальное искусство Франции»), написанной в 1929 году, чуть ли не в середине XX века продолжал серьёзно утверждать, что чуть ли не всё на свете произошло от Вагнера. Его он называет не иначе, как «спасителем и руководителем» французской музыки, в те времена, когда «наша национальная опера пала столь низко!» С гордостью говорит Венсан д’Энди о том, что лично он — был «одним из первых, применивших лейтмотивы и другие принципы вагнеровского музыкального построения». И даже импрессионизм он выводит (как истинный поэт!) напрямую из творчества Рихарда Вагнера.

«Искусство Дебюсси — бесспорно, от искусства автора „Тристана“… Единственная разница лишь в том, что у Дебюсси драматургические принципы Вагнера трактованы…, так сказать, а ля франсез».— (Vincent d’Indy. Richard Wagner et son influence sur l’art musical francais. Paris, 1930)
Не удивительно, что примерно такие же влияния обнаруживаются и в музыке самого Венсана д’Энди, начиная с его ранних произведений. Даже простое перечисление названий не оставляет сомнений в источниках и ориентирах его вдохновения. Симфоническая трилогия «Валленштейн» (1873—79 годы) по поэме Шиллера, симфоническая баллада «Зачарованный лес» (1878) и особенно, его опера «Фервааль» (1881—95), поставленная в Брюсселе (на полпути к Германии!) (1897), которую и слушатели, и критика сразу же определили как внутренний французский вариант «Парсифаля». Сюжет оперы также основан на скандинавском эпосе («Эдда»). Музыка, правда, имеет довольно серьёзные стилевые отличия, соединяя вагнеровскую гармонию и систему лейтмотивов с интонациями песенного фольклора южной Франции, где (в Севеннах) прошло несколько лет детства Венсана д’Энди. Однако эти отличия не настолько радикальны, чтобы сторонний и не сочувствующий наблюдатель, каковым, безусловно, являлся Морис Равель смог отнести оперу «Фервааль» к какому-то иному стилистическому направлению:

«Надо безусловно признать, что во все времена даже весьма одарённые композиторы настолько сильно подпадали под влияние некоторых ярко индивидуальных мастеров, что невольно отказывались от собственного лица. Мы имеем и будем иметь произведения „дебюссистские“. И чем больше проходит времени, тем больше мы убеждаемся в существовании произведений всецело вагнеристских. Самое значительное среди них — „Фервааль“». — (Морис Равель. «Фервааль», Comoedia, 20 января 1913.)

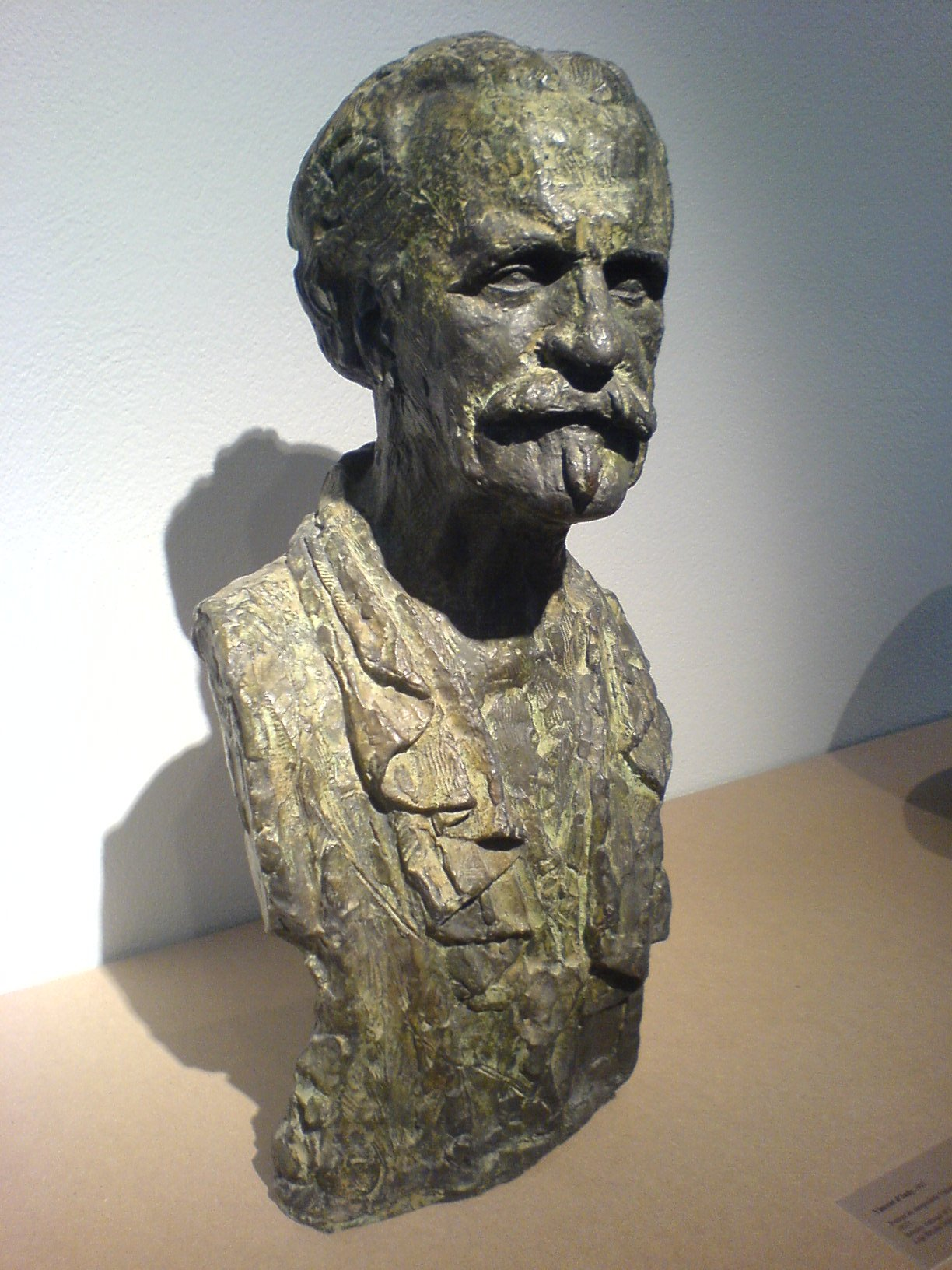
Венсан д’Энди, бюст работы Бурделя

Постепенно французские фольклорные темы и мелодии всё более проявляются и даже начинают преобладать в творчестве Венсана д’Энди. И снова это можно заметить даже по названиям: «Симфония на тему песни французского горца» (1886), «Фантазии на темы французских народных песен» для гобоя с оркестром (1888). За год до смерти д’Энди сочинил фортепианную «Фантазию на тему старинного французского рондо» (1930). Понятно, что все эти произведения (уже с точки зрения вагнеровской эстетики) были бы признаны отступническими, а самого Венсана д’Энди пришлось бы причислить к типичным профессиональным академическим композиторам.
Вместе с тем ещё в начале XX века он написал вполне традиционную романтическую симфонию в трёх частях «Летний день в горах» (1905), а незадолго до смерти (1926, под эмоциональным впечатлением своего второго брака) «Средиземноморский диптих» — вполне в традициях «симфонической картины» романтиков.
Довольно чёткую и образную характеристику творческого лица Венсана д’Энди дал Ромен Роллан в своём известном очерке «Музыканты наших дней»:

 «Ясность! Это отличительная черта ума д’Энди. В нём нет никаких теней… Не существует склада ума более французского. Его часто называли вагнерианцем; и в самом деле, влияние Вагнера на него было очень явным. Но даже тогда, когда влияние это сказывалось сильнее всего, оно оставалось поверхностным! Дух его совершенно иной. Возможно, Вы найдёте в „Ферваале“ несколько деревьев из леса „Зигфрида“, но самый лес уже не тот: в нём прорублены аллеи, и свет проникает в пещеры Нибелунга»… — Ромен Роллан. «Музыканты прошлых дней, музыканты наших дней».

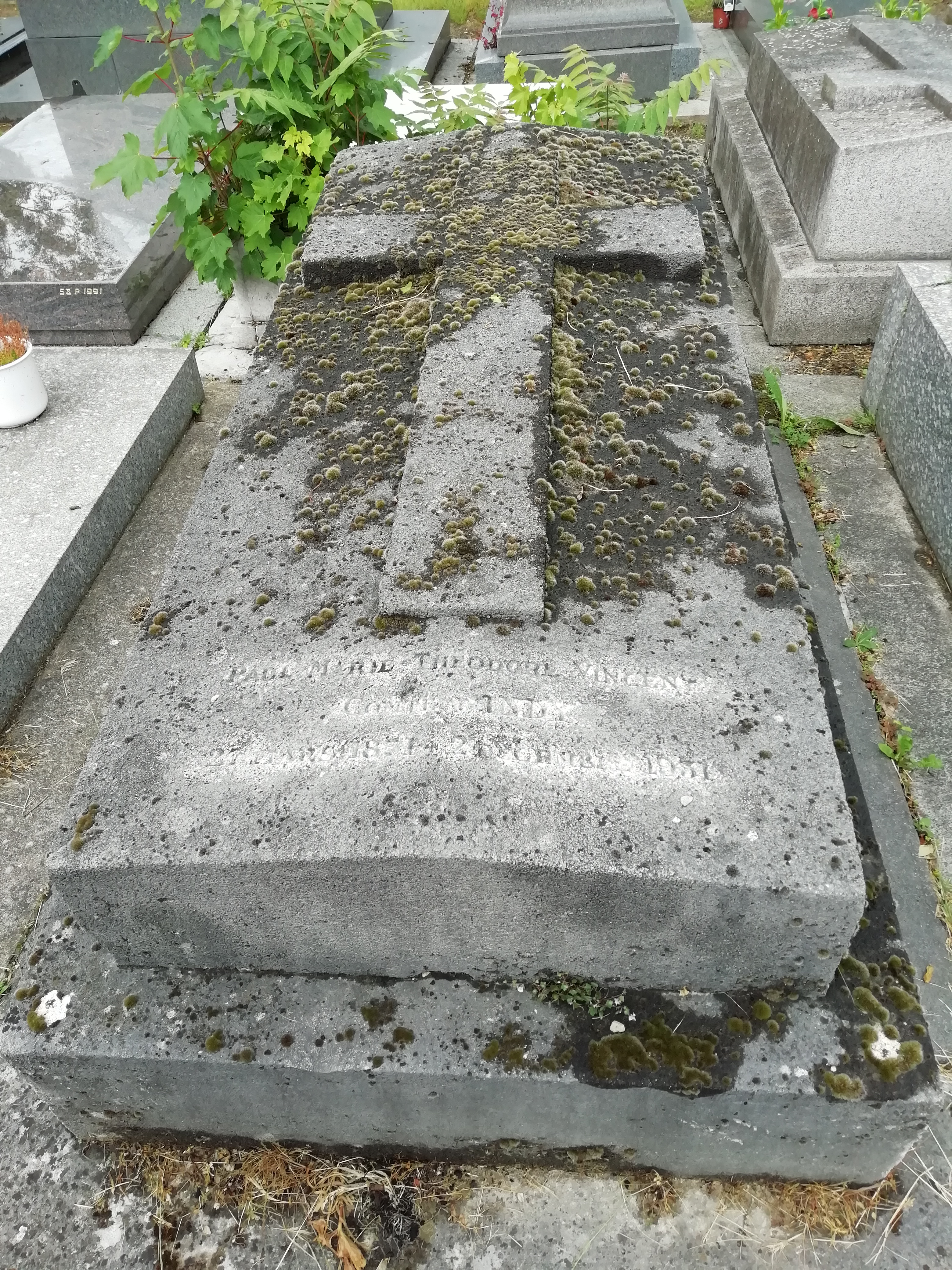
Могила композитора на кладбище Монпарнас

Вторая опера Венсана д’Энди «Чужеземец» была поставлена также в Брюсселе в 1903 году. Широкая парижская публика знала о крупных театральных произведениях д’Энди только понаслышке. И здесь безусловно сказалась клановая природа музыкальной жизни Франции. Организовав в противовес консерватории свою компактную и непоколебимо устойчивую «Сколу канторум», Венсан д’Энди невольно поставил себя в оппозицию к Академии и, как следствие, к государственным оперным театрам. И хотя в течение всей своей жизни он пользовался «всеобщим уважением» правящих музыкальных старцев и прямых конфликтов не происходило, в целом отношение к д’Энди со стороны музыкального истеблишмента в течение всей его жизни оставалось прохладным. И тем более прохладности добавилось во время войны с Германией, когда антинемецкая и националистическая истерия буквально захлестнула французское общество и неминуемым образом коснулось и самого Вагнера, и «всех, кто за него».
Кроме книги о Вагнере, ему принадлежат большие труды о его любимом учителе Цезаре Франке (1906) и Бетховене (1911), а также монументальный четырёхтомник «Курс музыкальной композиции», в котором он подробно излагает свой творческий метод и основы педагогических воззрений. Однако, перечисляя все музыкальные, литературные и прочие произведения Венсана д’Энди, приходится признать, что из всех них именно «Схола канторум» явилась наиболее значительным и важным с точки зрения истории французской музыки XX века.

## Литературные сочинения (выборка)
- Cours de composition musicale. Paris, 1909 (vol.I, ed. A.Sérieyx), 1909 (vol.II, part 1, ed. A.Sérieyx), 1933 (vol.II, part 2; ed. A.Sérieyx), 1950 (vol.III, ed. G. de Lioncourt)
- César Franck. Paris, 1906.
- Richard Wagner et son influence sur l’art musical français. Paris, 1930.